# Pohřebiště Åsa
Pohřebiště Åsa je souborem 250 hrobových polí – včetně 45 mohyl a 160 kamenných seskupení. Je jedním z největších dochovaných pohřebišť z pozdní doby železné až raného středověku.

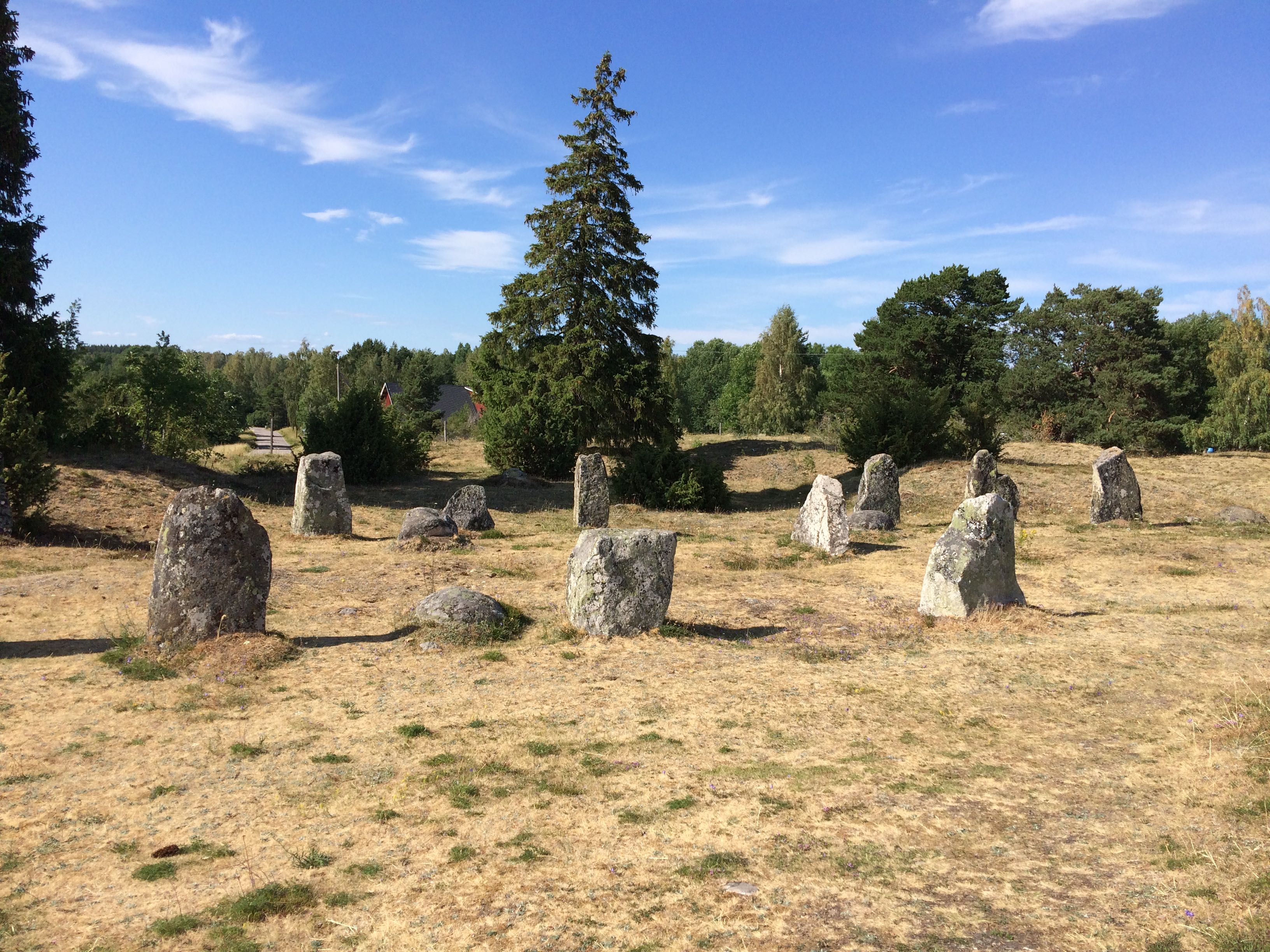

Pohřebiště Åsa se nachází ve Švédsku na ostrově Selaön, v oblasti Ytterselö, v části Strängnäs. Od Birky je místo vzdáleno max. 20 kilometrů vodní cestou. Selaön je největší ostrov v jezeře Mälaren a s pevninou jej (teprve od poloviny 20. století) spojuje most ve Stallarholmenu. Dalším pohřebištěm na ostrově Selaön jsou hrobová pole Östa.

## Popis

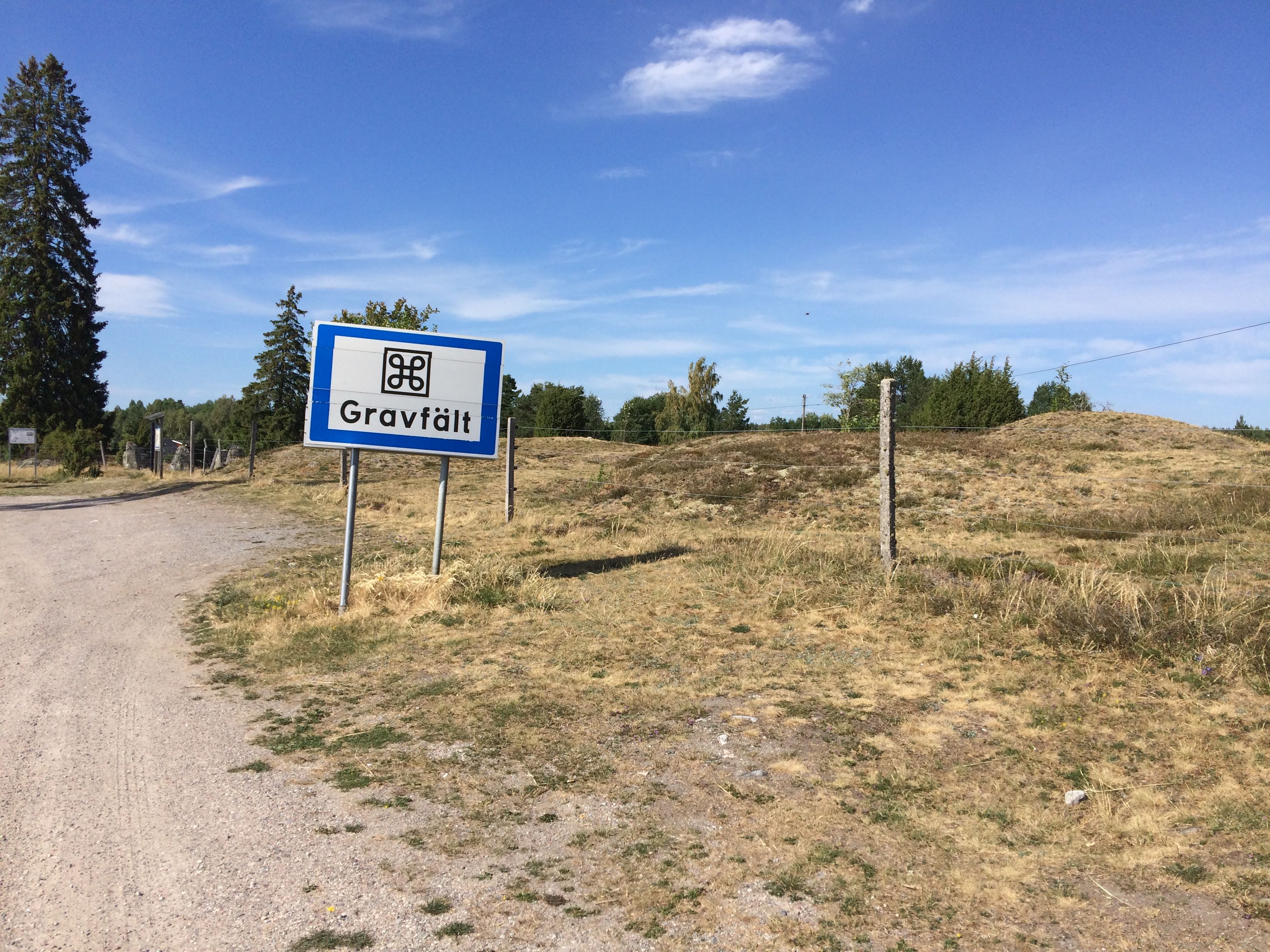
Venkovská polní silnice

Jen podél této polní silnice, která vede po hřebeni ostrova Selaön, se nachází téměř tisíc hrobů. Většina z nich se jeví jako kulaté a klenuté kopce. Některá hrobová pole jsou ohraničena menhiry. V lokalitě Åsa je nejvýraznější seskupení osmnácti kamenů ve tvaru lodě. Toto místo je 33 metru dlouhé, 8 metrů široké a původně se skládalo z 24 kamenů. U silnice se nachází i runový kámen č. 200, jehož nápis z prvního tisíciletí n. l. v překladu zní: „Trotte, Rolev, Östen, Nase a Glägge postavili tento kámen Arnstenovi, svému otci“. Během švédského vikingského věku (793–1103) byla těla zesnulých obvykle spálena na hranici. Poté byl na zbytcích hranice postaven hrob. Do hrobu se vkládaly osobní věci nebožtíka, např. hřeben, brousek či nůž. Vzácnější jsou nálezy zbraní a šperků.

## Flora
Na pohřebišti se vyskytují chráněné druhy ptáků, motýlů i rostlin, např. koniklec německý (Pulsatilla vulgaris). Území spadá pod ochranu Natura 2000.

## Galerie

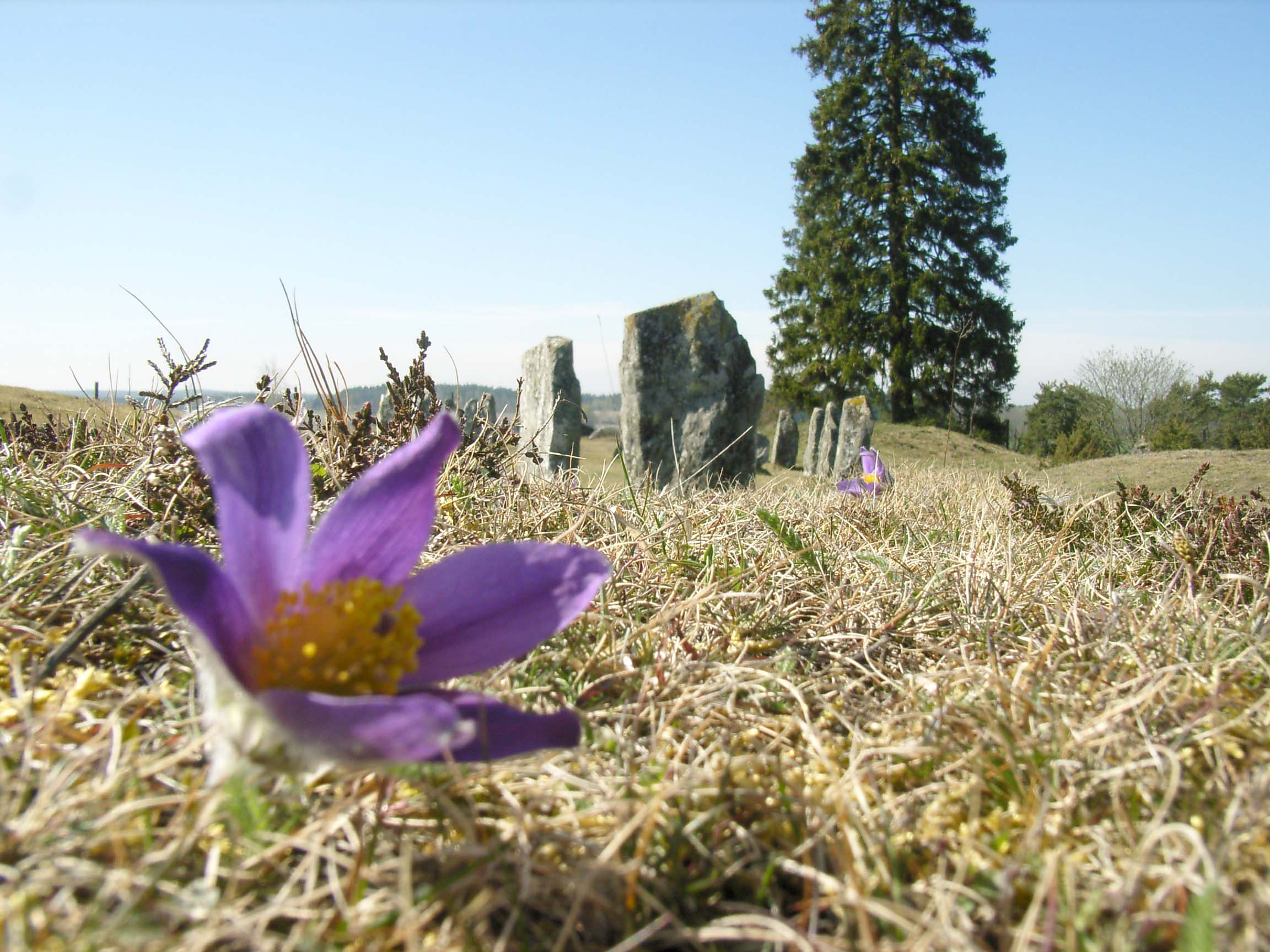
Pulsatilla vulgaris, pohřebiště Åsa
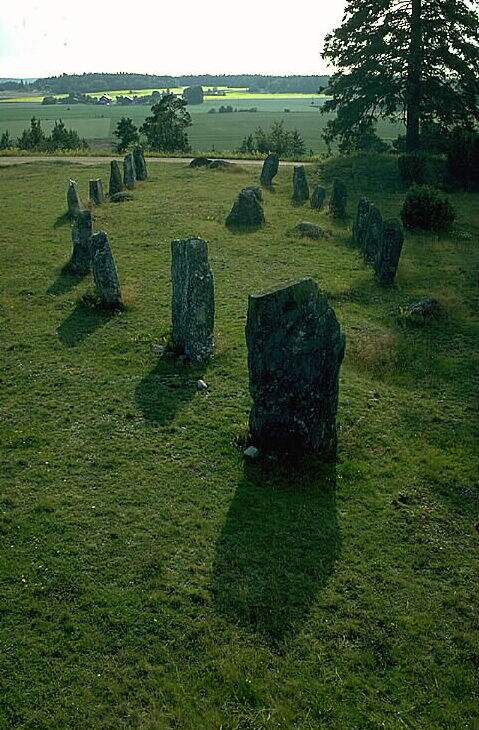
Kamenný vrak lodě
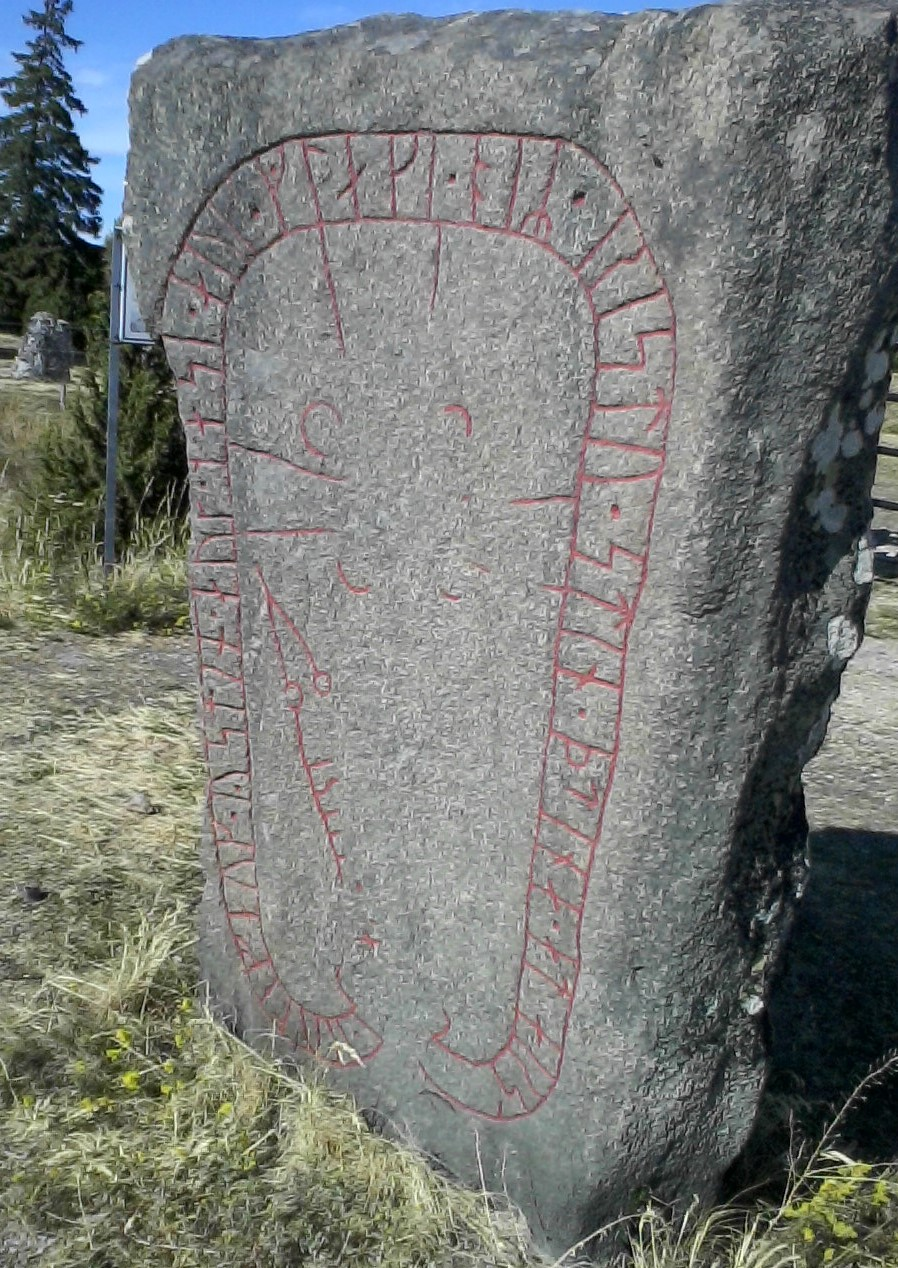
Runový kámen č. 200
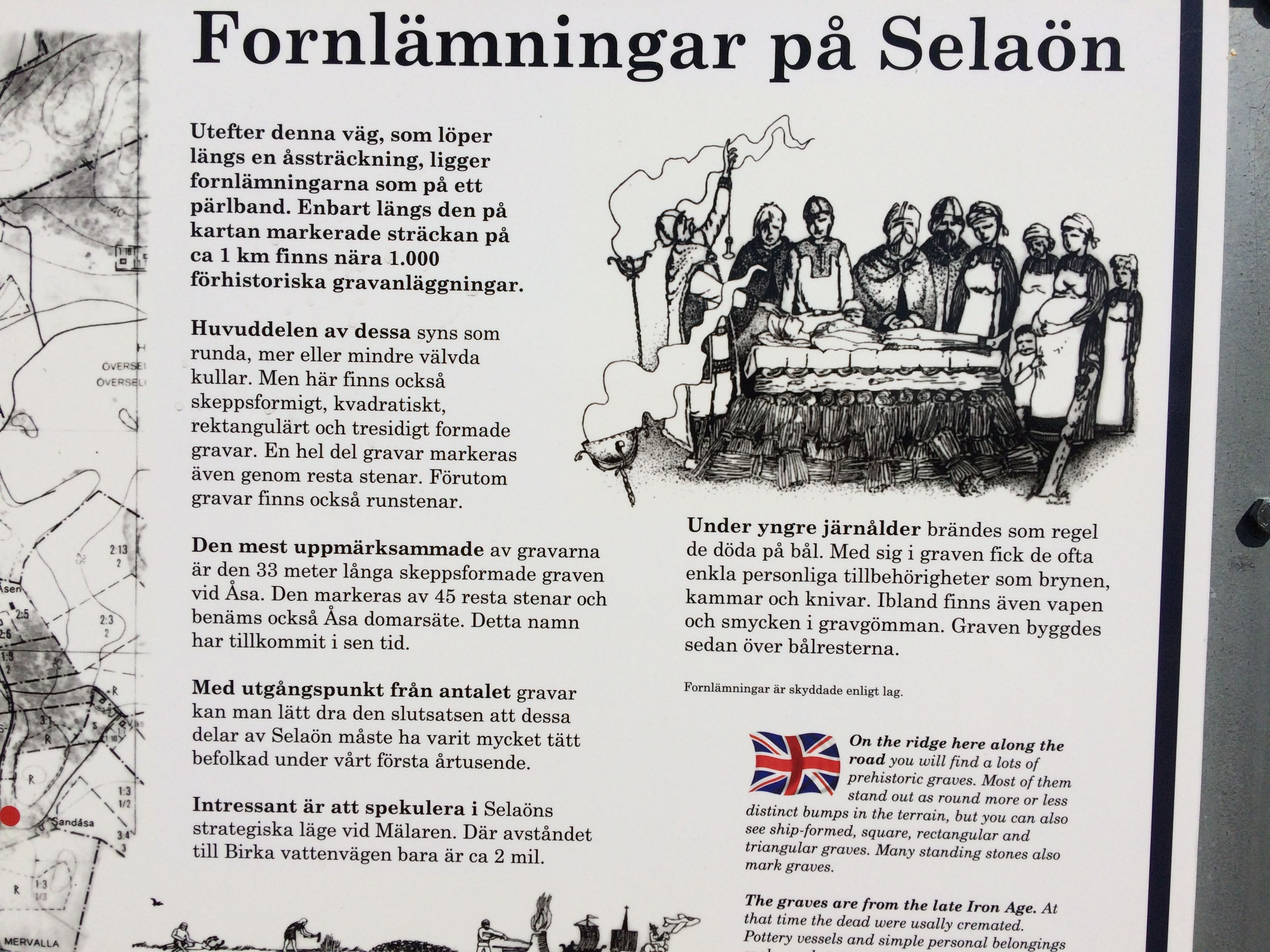
Jeden z panelů „Památkářů“
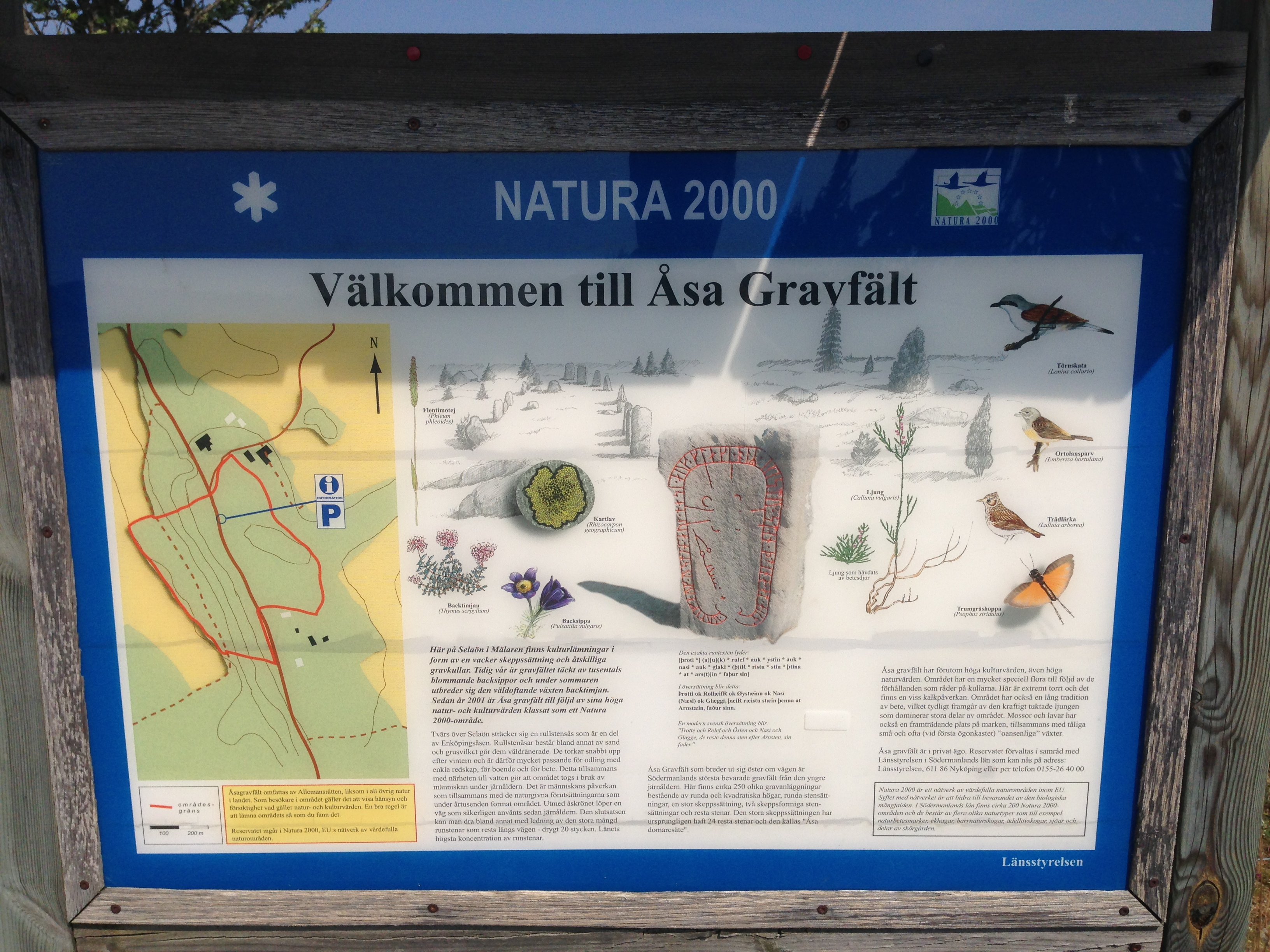
Natura 2000, chráněné druhy